# Wollbrandshausen
Wollbrandshausen é um município da Alemanha, situado no distrito de Göttingen do estado de Baixa Saxônia (Niedersachsen). O município de Wollbrandshausen é membro da associação municipal de Samtgemeinde Gieboldehausen.

## Demografia
Evolução da população:
| - 1821 - 539 - 1939 - 558 - 1973 - 673 | - 1986 - 611 - 1996 - 678 - 2001 - 645 |